# Syleus
Syleus is een geslacht van hooiwagens uit de familie Sclerosomatidae.
De wetenschappelijke naam Syleus is voor het eerst geldig gepubliceerd door Thorell in 1876. 

## Soorten
Syleus omvat de volgende 2 soorten:
- Syleus mysoreus
- Syleus niger